# 溫氏長吻鰩
溫氏長吻鰩（學名：Dipturus wengi），為軟骨魚綱鰩目鰩科長吻鰩屬的一種，分布於西太平洋澳洲昆士蘭至塔斯馬尼亞島海域，深度486至1049公尺，本魚體盤尖有棱角，寬度為體長的69–81%，長度的1.2–1.3倍，上顎前長為體長的17–23%，鼻內寬度的1.9–2.6倍；頭腹長為體長的28–36％；吻長為眶間寬的 3.5–4.6倍，眼眶直徑為眶間寬度的42–82％；第一背鰭高為基長的1.7-3.3倍；第一背鰭起點至尾尖的距離為第一背鰭基長的2.9-4.3倍，尾鰭長的0.5-1.2倍，腹鰭基底窄，寬度為體長的6.3–8.6% ；體盤大多光滑，小齒侷限於腹吻部和前腹緣，上顎齒列34-39；背面和腹面深棕色到黑色，頭部腹面上有黑色孔；腹鰭有時呈白色斑駁，體長可達112公分，棲息在大陸坡海域，為底棲性魚類，肉食性，卵生，生活習性不明。